# Allô, tu m'aimes ?
Allô, tu m'aimes ? est un feuilleton télévisé français, en 90 épisodes de 26 minutes, réalisé par Pierre Goutas et diffusé à partir du 12 septembre 1988 sur FR3.

## Synopsis
Ce feuilleton met en scène une histoire d'amour vécue à distance, entre Paris et Toulouse.

## Distribution
- Pascale Pellegrin : Claire
- André Rabas : Pierre
- Daniel Sarky : Séraphin
- Bruno Pradal : Jérôme
- Corinne Marchand : Rigoletta
- Jean Bousquet : Hughes
- Benoît Allemane : Guilardin
- Michel Degand : Michel
- Claudine Ancelot : Blanche
- Marianne Anska : Anne
- Diane Bellego : Claudine
- Michel Bertay : Delaunay
- Régine Blaess : Marguerite